# Benfica (bairro do Rio de Janeiro)
Benfica é um bairro da região de São Cristóvão na Zona Norte do município do Rio de Janeiro. Segue majoritariamente um padrão de construção e planejamento urbano, sendo desmembrado de São Cristóvão nos anos 80 e considerado por muito tempo um bairro proletário. É limitado por São Cristóvão, Caju, Mangueira, Vasco da Gama, Jacaré, Manguinhos, Rocha e São Francisco Xavier, sendo apelidado como "entrada do subúrbio carioca".
Seu índice de qualidade de vida, no ano 2000, era de 0,825, o 73º melhor do município do Rio de Janeiro, dentre 126 bairros avaliados.

## História
Por ser parte do Bairro Imperial havia atração da nobreza por aquelas áreas. Com o advento da república e a mudança de residência da aristocracia, houve transferência de grande parte dos ricos para a Zona Sul da cidade. Assim, Benfica se tornou um bairro de classe média, mas com a transferência do Distrito Federal em 1960 o bairro foi abandonado pelo poder público entrando em um declínio. Ainda existem sobrados do século XIX, da época em que a região era sede do poder político da cidade.
O Conjunto Residencial Prefeito Mendes de Moraes, conhecido pela imprensa especializada como " Conjunto do Pedregulho" ou mais popularmente como "Minhocão", é um ícone da arquitetura modernista brasileira. O projeto, de 1947, é do renomado arquiteto Affonso Eduardo Reidy, tendo recebido painéis assinados por Roberto Burle Marx e Cândido Portinari.

### Revitalização
Também era localizada em Benfica a fábrica da Cooperativa Central dos Produtores de Leite, invadida há alguns anos e transformada em um cortiço. Em janeiro de 2012 a fábrica foi alvo do Morar Carioca: foi implodida para a construção de 688 unidades habitacionais pela prefeitura. O bairro é rodeado pelas favelas Barreira do Vasco, Mangueira, Manguinhos e Tuiti; enquanto possui as de Arará e Parque Alegria. As comunidades da Mangueira e do Tuiuti atualmente encontram-se pacificadas pelas Unidades de Polícia Pacificadora (UPPs) da PMERJ. O processo de pacificação está valorizando novamente a região, que vem apresentando queda nos indicadores de violência e tráfico de drogas. É esperado que essas favelas também se tornem gradualmente conjuntos habitacionais para os moradores do bairro, para a reforma das melhores residências, tentando atrair novamente o interesse da classe média alta para o bairro. Apesar disso, traficantes de drogas atuam normalmente na Av. Carlos Mattoso Corrêa(Arará), pois não é uma área de atuação da polícia.

## Estrutura
É em Benfica que se localiza a Central de Abastecimento do Estado da Guanabara (CADEG), hoje também denominado Mercado Municipal do Rio de Janeiro, conhecida pela variedade de frutas, verduras, plantas e atualmente pelas opções gastronômicas variadas.
É na CADEG que se realiza uma das mais famosas festas portuguesas abertas da cidade. A festa acontece aos sábados a partir das 13 horas na rua 16. A festa portuguesa do CADEG promove a cultura do Alto Minho, região do norte de Portugal, local de origem da maioria dos comerciantes portugueses instalados no Mercado, desde a época do antigo porto do Rio de Janeiro. A festa é sucesso entre os frequentadores e quem vai ao CADEG fazer compras acaba parando na festa do “forró português”, como alguns comerciantes brasileiros se referem ao fado.
Também se localiza no bairro um dos mais conceituados bares da gastronomia do Rio de Janeiro, o "Velho Adonis", conhecido pelo seus bolinhos de bacalhau, gastronomia portuguesa e chopp gelado, que costuma atrair vários frequentadores nos finais de semana. Igualmente destaca-se o restaurante Zinho's Bier, famoso especializado em costelas.
Nesse bairro, também existe um polo de lojas de iluminação, mais conhecido como a "Rua dos Lustres", que fica situada na Rua Senador Bernardo Monteiro. Desde os anos 80, a Rua dos Lustres transformou-se num autêntico shopping de artigos de iluminação com diversificada linha de produtos para decoração em produtos de luminária e empresas conceituadas com extensa experiência de mercado, sendo frequentado pelos melhores decoradores e arquitetos da cidade. A Cadeia Pública José Frederico Marques, onde atualmente o ex-governador Sérgio Cabral e o deputado estadual Jorge Picciani estão presos, localiza-se em Benfica. No bairro, também situam-se: sede da TV Record; Associação de Pais e Amigos dos Excepcionais; Serviço Nacional de Aprendizagem Industrial; Supermercado Prezunic; Sede do jornal  O Dia; Fundação Leão XIII (com painel do pintor Cândido Portinari); Companhia Estadual de Águas e Esgotos do Rio de Janeiro; e agencias bancárias do Banco do Brasil, Bradesco, Itaú-Unibanco e Santander.

## Instituições militares
Na região existem diversas instituições militares, como o XXII Batalhão de Polícia, Escola de Saúde do Exército, XI Destacamento do Corpo de Bombeiros, Hospital Central do Exército, Laboratório Químico e Farmacêutico da Marinha e Instituto de Biologia do Exército.

## Educação
Há as escolas municipais Alice Amaral, Cardeal Leme, Edmundo Bittencourt, Gonzaga da Gama Filho, Dois de Julho e Uruguai.

## Religião
Igreja de Nossa Senhora da Consolata e a Igreja evangélica Sara Nossa Terra
Igreja Batista de Benfica

## Logradouros
Avenidas
- Carlos Mattoso Corrêa
- D. Helder Camara
- Padre Souza

Ruas
- Ana Neri
- Ararua
- Balanita
- Boiutuva
- Capitão Felix
- Célio Nascimento
- Chibatã
- Costa Lobo
- Couto de Magalhães
- Doutora Carmem Velasco Porfírio
- Ébano
- Fausto Barreto
- Ferreira de Araújo
- General Gustavo Cordeiro de Farias
- Inhanduí
- Itamarandiba
- Itapoã
- Largo do Pedregulho